# Daszewicze
Daszewicze (biał. Дашэвічы) – wieś na Białorusi w rejonie kamienieckim obwodu brzeskiego. Miejscowość wchodzi w skład sielsowietu Dmitrowicze.
Daszewicze leżą 16 km na północny zachód od Kamieńca, 55 km na północ od Brześcia, 30 km od stacji kolejowej Wysoka-Litowsk na linii Brześć-Białystok.
500 m od wsi znajduje się kurhan.